# Boîte du magicien du Ramesséum
La boîte du magicien du Ramesséum est un récipient découvert en 1885-1886 dans une tombe sous le Ramesséum par Flinders Petrie et James Edward Quibell, contenant des papyri et des objets liés aux pratiques magiques.
La tombe est devenue connue sous le nom de « Tombe du magicien » ou « Tombe 5 ». Cependant, ce dernier nom est trompeur car la boîte a été retrouvée dans un carton étiqueté 5. L'emplacement exact de la tombe est inconnu, car aucune trace n'a pu être localisée à partir de la carte écrite par Quibell.
La magie était une composante importante de la culture de l'Égypte antique. Néanmoins, les chercheurs comprennent très peu de choses sur les pratiques magiques égyptiennes. Les objets contenus dans la boîte permettent de mieux comprendre le contexte de la magie dans l'Égypte antique. La boîte du magicien est une découverte importante car il s'agit de la collection la plus complète trouvée pour cette profession.

## Contexte archéologique
La tombe contenait des objets de dynasties postérieures à la période ramesside, ce qui indique qu'elle a été réutilisée. Quelques ouchebtis de la XXIIe dynastie ont été trouvés près du début du puits. Il semble que la tombe ait été pillée pendant l'Antiquité, mais que la partie inférieure soit restée intacte. Au fond du puits de la tombe, à 3,9 mètres de profondeur, Quibell et Flinders Petrie ont trouvé un amas de débris qui recouvrait un petit espace de 0,6 m2 dans le mur.
Cet espace contenait une boîte en bois de 45,75 × 30,5 × 30,5 cm, recouverte de plâtre blanc. Un dessin grossier d'un chacal apparaît sur le couvercle de la boîte. L'animal pourrait être un symbole du titre du magicien, « Maître des Secrets », qui a été représenté comme un chacal. Une autre possibilité est que le chacal avait un contexte funéraire puisqu'il était enterré dans une tombe. Malheureusement, l'emplacement exact de la boîte est inconnu, de sorte que les recherches sont interrompues jusqu'à ce qu'elle soit trouvée, ce qui souligne l'importance d'une documentation appropriée des artefacts avant leur arrivée dans un musée.
La boîte contenait des papyrus contenant des textes médicaux et magiques, des calames en roseau et de nombreux objets liés à la magie. Il s'agit notamment de baguettes en ivoire, d'une figurine féminine en bois, d'une figurine en ivoire représentant un garçon portant un veau, d'une baguette d'uræus en bronze emmêlée dans des cheveux, de minuscules perles et de graines. Environ un tiers des papyrus n'a pas été conservé, mais certains des textes restants ont été traduits et une grande partie concerne l'accouchement. La personne enterrée ici était peut-être spécialisée dans l'aide aux femmes enceintes et aux enfants, car de nombreux objets se rapportent à des pratiques de magie de l'accouchement.
Flinders Petrie a fait don du contenu de la tombe au Manchester Museum, au Fitzwilliam Museum, au Pennsylvania Museum et au Musée égyptien de Berlin. Flinders Petrie mentionne dans ses notes qu'il pense que la boîte était pleine lorsqu'elle a été enterrée, concluant qu'elle a probablement été dérangée à un moment donné dans l'Antiquité.

## Objets

### Papyri du Ramesséum

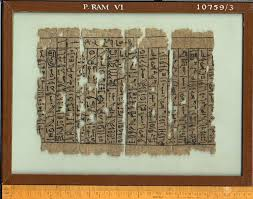
Papyrus, Boîte du magicien. British Museum.

La principale découverte de la boîte est constituée par les papyri et les calames en roseau, qui ont probablement été utilisés pour écrire les textes. Le texte est écrit en hiératique, avec une structure de lignes horizontales et verticales. Les papyrus sont pour la plupart des fragments et des efforts de conservation ont été déployés pour sauver ce qui reste. Les fragments de papyrus ont été apportés à l'University College de Londres, où Flinders Petrie et Percy Edward Newberry ont déroulé une partie du texte sur du verre, et ont utilisé de la cire d'abeille pour tenter de maintenir les fragments ensemble. Alan Henderson Gardiner n'était pas d'accord avec cette méthode et a convaincu Flinders Petrie d'envoyer les papyrus à Hugo Ibscher à Berlin. Le travail de conservation d'Ibscher a eu lieu à la fois à Londres et à Berlin. Il a étalé certains des textes sur de la gélatine et les a placés entre deux morceaux de verre. Gardiner et Ibscher ont catalogué et numéroté les papyrus pour le British Museum et le Musée égyptien de Berlin.
Certains papyrus sont presque complets, mais beaucoup ne sont que des fragments. Il est impossible de déterminer combien de rouleaux ont été placés à l'origine dans la boîte. Les textes contiennent différents sorts allant des soins médicaux à la protection des enfants, en passant par les charmes de protection de la vie quotidienne. Il y a également des copies d'hymnes à Sobek et pour le couronnement du roi Sésostris Ier, ce qui suggère que ce magicien a également servi de grand prêtre. Comme le magicien possédait une copie des textes de sagesse, il semble qu'il était bien éduqué. Des papyri similaires ont été découverts par Petrie sur le site de Kahuen, ce qui implique que la magie protectrice pour les enfants et les femmes était courante.

### Baguettes

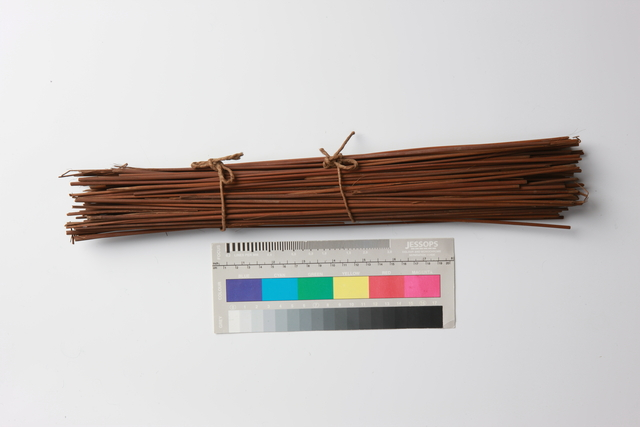
Reeds, Boîte du magicien. Musée égyptien de Berlin.

Les baguettes (aussi appelées défenses de naissance) étaient importantes pendant l'accouchement comme forme de protection. En moyenne, les femmes vivaient de deux à quatre ans de moins que les hommes en raison de complications pendant l'accouchement. Pour cette raison, de nombreux sorts et amulettes ont été créés pour protéger les femmes et les enfants. Les baguettes sont toujours faites d'ivoire d'hippopotame à des fins symboliques. Le dieu Seth et la déesse Taouret (déesse égyptienne protectrice de l'accouchement et de la fertilité) sont associés à ce pouvoir. L'exhibition d'animaux puissants était censée permettre à la personne de canaliser ces pouvoirs. L'image de Taouret peut être vue sur de nombreuses baguettes magiques avec d'autres dieux protecteurs. Les chacals sont aussi parfois vus sur les baguettes car ils sont corrélés à la fertilité. Quatre baguettes en ivoire ont été découvertes dans la boîte du magicien. Toutes sont similaires en taille et en matériau, mais les images sur les baguettes varient.

#### Baguette magique n° 1795

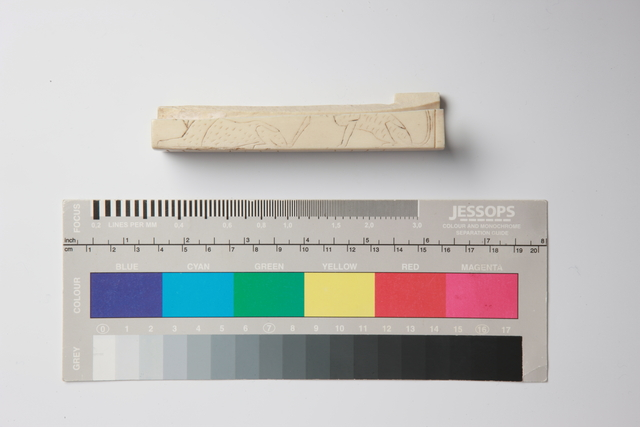
Baguette magique n°1795 ;
H 12 cm, L 2,5 cm, L 2,7 cm.

Cette pièce faisait partie d'une baguette en ivoire. Elle présente deux lions couchés sculptés de chaque côté. La partie supérieure de la baguette est perdue. Les baguettes magiques sont constituées de segments individuels reliés par des chevilles. Il existe d'autres exemples provenant du Moyen Empire, où les baguettes sont en stéatite.

#### Baguette magique n° 1801

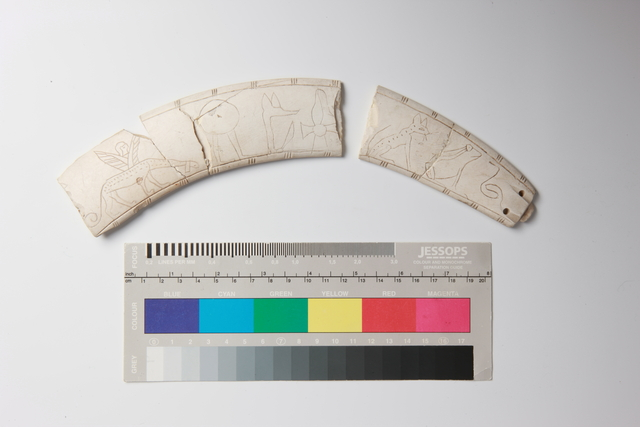
Baguette magique n°1801,
L 15 cm, l 4,6 cm ;
Base de données des collections du musée de Manchester.

L'artefact est cassé en deux morceaux. La surface est gravée de différents animaux, un serpent, une grenouille, un chat et un chacal. Il contient également quelques créatures mythiques, un disque solaire avec des jambes et un griffon ailé à tête humaine. Il y a deux petits trous à l'extrémité, peut-être utilisés pour attacher une poignée ou pour la suspension. L'ivoire d'hippopotame est lié à la déesse Tawaret. Il y a des motifs de remodelage sur l'extrémité de la baguette, ce qui indique qu'elle a été utilisée avant d'être placée dans la tombe.

### Garçon portant un veau
Cette pièce est réalisée en ivoire d'hippopotame. Peu de recherches sur cette statuette ont été menées à bien, mais la figurine semble similaire à une peinture de l'Ancien Empire provenant de la tombe de Tia. La scène représente un garçon portant un veau à travers l'eau, afin que le bétail le suive. Les scènes similaires sont associées à des « sorts d'eau ». Ce statut pourrait avoir été un substitut du véritable sort. Il existe des textes magiques qui font référence à l'agriculture et aux bergers dans le Papyrus Harris 501 lié à la magie, ce qui signifie que cette figurine pourrait être liée à ce contexte.

### Figure féminine

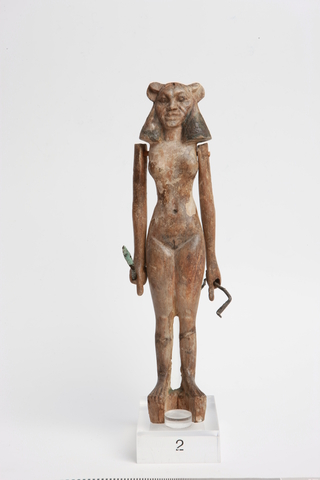
Figurine féminine, Musée de Manchester

Une figurine en bois d'une femme nue et masquée a été trouvée dans la tombe. La figurine était à l'origine peinte en jaune pour la peau et en noir pour les cheveux mais les couleurs se sont estompées. La femme tient deux serpents en métal dans ses mains. Ses bras sont des pièces séparées qui sont attachées par des chevilles. Elle porte un masque de lion et ressemble aux images des baguettes magiques. Il pourrait s'agir d'une référence au dieu Aha ou Beset. Il y a un petit trou sur son front, là où il y avait autrefois une sorte d'attache. La base de la figurine a été remodelée au cours de l'Antiquité. Une découverte d'objets liés à la magie similaires à cette boîte a été faite à Kahun. Petrie a découvert un masque de Beset sur ce site, suggérant que des magiciens auraient pu prendre l'incarnation de cette déesse.

## Bibliograpie
- Bob Brier, Magicians. Ancient Egyptian Magic, New York, Marrow, 1981, p. 46–50.
- M. Downing & R. B. Parkinson, The Tomb of the Ramesseum Papyri in the Newberry Papers, The Griffith Institute Oxford, p. 35–45.
- Jesse Haworth, Ramesseum collection, Manchester Museum (lire en ligne).
- E. F. Morris, « Middle Kingdom Clappers, Dancers, Birth Magic, and the Reinvention of Ritual », Company of Images: Modeling the Imaginary World of Middle Kingdom Egypt, Orientalia Lovaniensia Analecto,‎ 2017, p. 285-335.
- James Edward Quibell, Chapter II. The Ramessum, Londres, B. Quaritch, 1898, p. 3–4.
- S. Quirke, « Female leonine figurine holding snakes and a snake staff », Ancient Egypt transformed: The Middle Kingdom, New York, A. Oppenheim et al. (eds.),‎ 2015, p. 206–207.
- R. B. Parkinson, The Ramesseum Papyri (lire en ligne).
- Penn Museum. Statuary - E13405 | Collections - Penn Museum (15/4/2020).
- Martin Raven, Books of Magic. Egyptian Magic, The quest for Thoth's book of secrets, The American University in Cairo Press, 2012, p. 76–77.
- Donald Bruce Redford, The Oxford Encyclopedia of Ancient Egypt, Oxford University Press, 2005, p. 192–193.
- Robert Ritner, Priests and Practitioners. Mechanic of Ancient Egyptian Magical Practice, Oriental Institute Publications, 1993, p. 222–233.
- Gay Robins, Change and collapse. The art of ancient Egypt, The American University in Cairo Press, 2008, p. 114–115.
- Lisa Sabbahy, « The Middle Bronze Age Egyptian griffon: whence and whether », Company of Images: Modeling the Imagery World of the Middle Kingdom Egypt, Orientalia Lovaniensia Analecta,‎ 2014, p. 410–414.